# Light The Torch
Light The Torch (tidigare Devil You Know) är ett amerikanskt metalcore-band grundat 2012 och består av Howard Jones (före detta Killswitch Engage och Blood Has Been Shed), gitarristen Francesco Artusato (All Shall Perish, Hiss of Atrocities) och Ryan Wombacher (Bleeding Through). Dom har idag kontrakt med Nuclear Blast och premierades som bästa nya bandet inom Metal Hammer Golden Gods Awards. Från och med 2017 ändrades bandnamnet till Light The Torch. 

## Medlemmar

### Nuvarande medlemmar
- Howard Jones – sång (2012–)
- Francesco Artusato – sologitarr (2012–)
- Ryan Wombacher – basgitarr, bakgrundssång (2013–)
- Alex Rüdinger – trummor (2021–)

### Tidigare medlemmar
- John Sankey – trummor (2012–2016)
- Roy Lev-Ari – rytmgitarr (2013–2015)
- Mike Sciulara – trummor (2018–2019)
- Kyle Baltus – trummor (2019–2021)

### Livemedlemmar
- Nick Augusto – trummor (2012–2016)
- John Boecklin – trummor (2016)
- Josh Curry – rytmgitarr (2018–)

## Diskografi

### SomDevil You Know

#### Studioalbum
- The Beauty Of Destruction (2014)
- They Bleed Red (2015)

#### Singlar
- "Seven Years Alone" (2014)
- "It's Over" (2014)
- "Stay of Execution" (2015)
- "The Way We Die" (2015)

### SomLight The Torch

#### Studioalbum
- Revival (2018)
- You Will Be the Death of Me (2021)

#### Singlar
- "Die Alone" (2018)
- "Calm Before the Storm" (2018)
- "The Safety of Disbelief" (2018)
- "The Great Divide" (2019)
- "Wilting in the Light" (2021)